# Jorge Glas
Jorge David Glas Espinel (Guayaquil, 13 de setembro de 1969) é um engenheiro eletricista e político equatoriano. Foi vice-presidente do Equador de 2013 até 2017. Em dezembro de 2017 foi condenado a 6 anos de prisão por envolvimento no caso Odebrecht. Foi condenado novamente, dessa vez em última instância, a oito anos de reclusão pelo Caso Sobornos em 2022.
Em 5 de abril de 2024, a polícia do Equador invadiu a Embaixada do México e prendeu Glas. Em resposta à operação policial, o México anunciou que suspendeu as relações diplomáticas com o Equador. Em 8 de abril, a advogada do ex-vice-presidente disse que Glas tentou cometer suicídio na prisão antes de ser hospitalizado. Em 10 de abril, a advogada também disse que Glas entrou oficialmente em uma greve de fome para protestar contra a sua prisão, e em 2025,Jorge Glas foi evacuado da prisão de segurança máxima La Roca.